# No Se Me Quita
"No Se Me Quita" é uma (em português:  "Não é tirado de mim") é uma canção do artista musical colombiano Maluma, lançada como o quarto single oficial de seu quarto álbum de estúdio 11:11 em 30 de agosto de 2019. A faixa apresenta o cantor porto-riquenho Ricky Martin, que já havia trabalhado com Maluma em "Vente Pa' Ca".

## Recepção crítica
Suzette Fernandez, da Billboard, incluiu "No Se Me Quita" como uma das cinco faixas recomendadas de 11:11, dizendo: "Esta é a faixa que ficará na sua mente o dia todo. As letras são sobre pensar em uma noite incrível com uma pessoa. A música apresenta ritmos urbanos muito suaves, mas seu som pop fará você dançar".

## Vídeo musical
Maluma e Martin atiçaram os fãs postando a mesma foto da dupla em suas mídias sociais em 16 de julho de 2019, com a legenda: "Esta combinación no falla parceros" ("Essa combinação não falha, pessoal").
O videoclipe foi lançado ao lado da música em 30 de agosto de 2019. O vídeo foi gravado em Miami por Nuno Gomes, que também dirigiu os vídeos dos singles anteriores do Maluma "HP", "11 PM" e "Instinto Natural". O clipe mostra os dois homens caminhando ao longo da costa e mostra Maluma fingindo se afogar para receber um beijo de uma salva-vidas, além de festejar em um local subaquático.

## Equipe
- Edge - produtor
- Servando Primera, Oscar Hernández, Jesus H, Andrés Castro -  escritor
- Luis Barrera Jr - engenheiro de mixagem
- Mike Fuller - engenheiro de masterização
- Eazy $ign - engenheiro vocal
- Enrique Larreal - engenheiro de gravação

## Desempenho nas paradas musicais
| Tabela musical (2019)                               | Maior posição |
| --------------------------------------------------- | ------------- |
| Argentina (Argentina Hot 100)                       | 26            |
| Estados Unidos (Billboard Latin Digital Song Sales) | 19            |
| México (Billboard Mexico Airplay)                   | 1             |

## Vendas e certificações
| Região                                                        | Certificação | Vendas  |
| ------------------------------------------------------------- | ------------ | ------- |
| Estados Unidos (RIAA)                                         | Platina      | 60,000‡ |
| ‡vendas+valores de streaming baseados somente na certificação |              |         |